# Sida (myndighet)
Styrelsen för internationellt utvecklingssamarbete (Sida, Swedish International Development Cooperation Agency) är en svensk statlig myndighet under Utrikesdepartementet.
Myndighetens uppgift är att hantera bidrag eller annan finansiering till stöd för insatser som bidrar till att uppfylla målen för det internationella utvecklingssamarbetet inklusive det humanitära biståndet och reformsamarbetet i Östeuropa.
I början av 2022 hade Sida omkring 860 heltidstjänster, varav en fjärdedel arbetar på ambassader och generalkonsulat i över 30 samarbetsländer. Personalen i Sverige finns i Sundbyberg, Härnösand och Visby.

## Historik
År 1965 bildades SIDA (Styrelsen för internationell utveckling, Swedish International Development Authority), vilken ersatte Nämnden för internationellt bistånd (NIB). År 1968 fastställdes det så kallade enprocentsmålet, att biståndet skulle uppgå till en procent av bruttonationalinkomsten före 1975.
År 1995 bildades Styrelsen för internationellt utvecklingssamarbete (Sida) genom sammanläggning av SIDA, Beredningen för internationellt tekniskt-ekonomiskt samarbete (BITS), Styrelsen för internationellt näringslivsbistånd (SwedeCorp), Styrelsen för u-landsforskning (SAREC) och Sandö U-centrum.

## Organisation
Huvuddelen av den Sverigebaserade delen av organisationen finns i Sundbyberg. I Visby finns administrativa funktioner och i Härnösand ligger myndighetens utbildningsverksamhet för partner. Sida placerar personal på svenska utlandsmyndigheter (ambassader och konsulat) för att genomföra och följa upp svenskt bistånd till länder och regioner, men har inga egna utlandskontor.
Myndigheten har åtta avdelningar direkt under generaldirektör och överdirektör. Sida leds av en styrelse med fullt ansvar. Chef för myndigheten är generaldirektören som utnämns av regeringen, liksom överdirektören.

### Openaid.se
Openaid.se är en webbsida där sida redovisar sin biståndsverksamhet. September till sista november 2019 var Openaid-sidan nerstängd med meddelandet "Openaid.se is temporarily down for maintenance".

### Sida Partnership Forum
Sida Partnership Forum i Härnösand är en arena för aktörer att utbyta erfarenheter, utveckla idéer, bygga kapacitet och skapa synergier för samverkan. 

### Sidas generaldirektörer och överdirektörer
- Bo Göransson, 1995–2003
  - Lars Ekengren och Staffan Herrström överdirektörer
- Maria Norrfalk, generaldirektör 2003–2007
  - Lars Ekengren och Staffan Herrström överdirektörer
- Anders Nordström, generaldirektör 2008–2010
- Charlotte Petri Gornitzka, generaldirektör 2010–september 2016
  - Bo Netz, överdirektör 2010–2016
- Lennart Båge, vikarierande generaldirektör november 2016 – maj 2017
  - Marie Ottosson, överdirektör 2016 – (även vikarierande generaldirektör oktober 2016)
- Carin Jämtin, generaldirektör maj 2017–september 2023[4]
- Jakob Granit, generaldirektör september 2023–

## Verksamhet
Riksdagen och regeringen beslutar om de ekonomiska ramarna och bestämmer vilka länder som utvecklingssamarbetet ska omfatta och hur det ska vara inriktat.
I december 2003 antog riksdagen Sveriges politik för global utveckling (PGU), som styr biståndspolitiken. PGU handlar dock inte bara om biståndspolitik – en huvudtanke i den är att målet om en hållbar och rättvis utveckling i världen ska genomsyra samtliga politikområden.
PGU talar om två perspektiv, som ska genomsyra utvecklingspolitiken: rättighetsperspektivet och de fattigas perspektiv.  Rättighetsperspektivet utgår från FN:s deklaration om de mänskliga rättigheterna, och från varje människas rätt och folkrätt till ett värdigt liv utan fattigdom. PGU betonar särskilt demokrati, jämställdhet mellan kvinnor och män, och barns rättigheter. De fattigas perspektiv innebär att det är de fattigas behov och intressen som ska styra utvecklingssamarbetet.
PGU definierar också åtta huvuddrag som ska prägla den svenska utvecklingspolitiken. Dessa är:
- respekt för de mänskliga rättigheterna
- demokrati och god samhällsstyrning
- jämställdhet mellan kvinnor och män
- hållbart nyttjande av naturresurserna och omsorg om miljön
- ekonomisk tillväxt
- social utveckling och social trygghet
- konflikthantering och säkerhet
- globala gemensamma nyttigheter

## Mottagarländer för svenskt bistånd
Svenskt bistånd går till långt över hundra länder runtom i världen. Dels genom att Sverige ger bistånd genom internationella organisationer som FN, Världsbanken och EU, men också genom att Sverige stödjer organisationer som arbetar globalt. En del av biståndet är riktat till specifika länder och det kallas bilateralt bistånd. Det är regeringen som bestämmer vilka länder som ska få sådant stöd. Se Lista över länder som får direkt svenskt statligt bistånd
Tabellen nedan visar de fem länder som fick det största bilaterala biståndet från Sida under 2020
| Land        | Bistånd         |
| ----------- | --------------- |
| Afghanistan | 924 miljoner kr |
| Somalia     | 713 miljoner kr |
| Moçambique  | 627 miljoner kr |
| Tanzania    | 609 miljoner kr |
| Uganda      | 565 miljoner kr |

## Exempel på arbetsområden
- ekonomisk tillväxt för minskad fattigdom 
  - mikrokrediter
  - utbildning av småföretagare.
- kontraktsfinansierat tekniskt samarbete, det vill säga finansiering av samarbetsländernas köp av tjänster och varor från svenska företag eller myndigheter.
- hälsa och utbildning
- naturresurser och miljö
- urban utveckling
- humanitärt bistånd och insatser för fred och säkerhet
- ekonomiska reformer
- forskning
- demokratisk samhällsstyrning och mänskliga rättigheter
- HBT-rättigheter enligt Yogyakartaprinciperna

### Forskningssamarbete
Till Sveriges mest långsiktiga utvecklingssamarbete hör forskningssamarbetet, som syftar till att stärka forskning i och av låginkomstländer. Den forskning som stöds ska i förlängningen leda till minskad fattigdom och utvecklingen av hållbara samhällen. Forskningssamarbetet bedrevs tidigare av en självständig myndighet (SAREC), som 1995 slogs samman med dåvarande SIDA. Forskningssamarbetet drivs numer av Sidas Enhet för forskningssamarbete inom Avdelningen för partnerskap och innovation. Arbetet styrs av Sveriges strategi för forskningssamarbete och forskning inom utvecklingssamarbetet 2015-2021. Budgeten var 2020 knappt 1 miljard SEK. Till forskningssamarbetets största framgångar hör bland annat utvecklingen av ett oralt koleravaccin, som nu produceras i miljontals doser per år och skyddar utsatta grupper från den livsfarliga sjukdomen.

## Stöd genom svenska biståndsorganisationer
Sida förmedlar medel till medborgarorganisationer för bistånds- och utvecklingsarbete. Stödet bygger på principen att organisationerna själva samlar in pengar från privatpersoner och då kan Sida bevilja statliga medel. Fördelningen är 90–10, det vill säga organisationerna ska visa att de har finansiering för 10 procent av det program de vill genomföra och då skjuter staten (via Sida) till 90 procent av finansieringen. vilket oavkortat gått till utveckling inom ovanstående områden.
I september 2023 lämnades stöd till och via 17 så kallade ramorganisationer:

- Act Svenska Kyrkan
- Afrikagrupperna
- Civil Rights Defenders
- Diakonia
- Forumciv
- Individuell Människohjälp
- Kvinna till Kvinna
- Naturskyddsföreningen
- Olof Palmes internationella center
- Plan International Sverige
- RFSU
- Rädda Barnen
- Svenska missionsrådet
- Svenska Röda Korset
- Union to Union
- We Effect
- Världsnaturfonden

## Ifrågasatt bistånd
Aftonbladet skrev 2015 om hur Sida-biståndspengar i Georgien använts till otraditionella ändamål som att köpa politiska talkshower och radio- och tv-program om EU- och Natomedlemskap. Sedan 2007 har Sida slutit samarbetsavtal med tre amerikanska organisationer knutna till USAID, vars syfte är att främja USA:s utrikespolitiska intressen, om pengar till olika projekt i Georgien. Sammanlagt 95 miljoner kronor har spenderats. Ett projekt som nämnts är en kritiserad opinionsundersökning där stödet för Nato- och USA-vänliga dåvarande president Micheil Saakasjvili tycktes vara skyhögt men det visade sig efter valet att stödet i opinionsundersökningen var dubbelt så stort som i verkligheten.
Regeringen under Ulf Kristersson omprioriterar svenskt bistånd, där en viktig del är att "bistånd .. och handel knyts närmare varandra än någonsin tidigare". Syftet är att hitta nya samarbeten med näringslivet, som skall kunna mobilisera långt större ekonomiska resurser i arbetet för en bättre värld, enligt minister Johan Forssell 2024. En Novus-undersökning av olika alternativ till Sida-stöd till Afrika visade att svenskar (18 år eller äldre) rankade regeringens inriktning lågt, jämfört med andra alternativ.

## Stoppat bistånd till African Enterprise Challenge Fund efter korruption
Aftonbladet skrev 2019 hur bistånd till African Enterprise Challenge FUND, AECF, stoppats efter att en rapport visat på förekomst av bland annat "signifikant höga löner". Enligt rapporten hade VD:n en månadslön på 245 000 kronor.